# Vaughania depauperata
Vaughania depauperata är en ärtväxtart som först beskrevs av Emmanuel Drake del Castillo, och fick sitt nu gällande namn av Du Puy, Labat och Brian David Schrire. Vaughania depauperata ingår i släktet Vaughania och familjen ärtväxter. IUCN kategoriserar arten globalt som livskraftig. Inga underarter finns listade i Catalogue of Life.